# El poder de Seis
El Poder de Seis (The Power of Six en idioma inglés) es una novela literaria juvenil de ciencia ficción y la segunda parte de la serie Los legados de Lorien escrita por James Frey y Jobie Hughes bajo el seudónimo de Pittacus Lore.
El libro es la secuela de Soy el número cuatro y fue publicado el 23 de agosto de 2011 por la editorial HarperCollins Publishers.

## Resumen
La historia es narrada por varios miembros de la Garde desde sus puntos de vista: Número Cuatro (John Smith) huye junto a Sam, Seis, Bernie Kosar y Número Siete (Marina), la cual está escondida en el Convento de Santa Teresa, España.
Mientras Cuatro, Seis y Sam se mantienen al frente de los Mogadorianos, buscan a otros supervivientes Lorienses. Por su parte, Siete busca información sobre Cuatro tras su heroica batalla de la escuela que tuvo lugar en la anterior novela.
Cuatro escapa de la policía en diversos lugares, y cada vez más investigan sobre miembros de la garde. John (Cuatro) se tienta con volver a Paraíso, y van con Seis, Sam y Bernie Kosar. Primero pasan por la casa de Sam, porque quiere saludar a su madre, pero entran sigilosamente. Sam revela un símbolo en el piso, que descubre una puerta, y al parecer, es una oficina de su padre Malcolm. Ven el cadáver de Pittacus Lore, o suponen que es el. Tiene un colgante como el de John, y Seis lo usa. Luego hay una explosión, y decenas de mogadorianos llegan. Luego de eliminarlos, John va a saludar a Sarah, su novia, y resulta una emboscada, de los agentes federales. Seis, Sam y él van a la cárcel, y un piken (monstruo mogadoriano gigante) ataca la cárcel y escapan. 
Mientras tanto, Marina sufre por las burlas de las demás niñas del convento. Pero conoce a Eli, quien se convierte en su amiga. También se vuelve amiga de Hector Ricárdo, el alcohólico del pueblo. Un día descubre una cueva, en la que graba dibujos, y ve con su legado de Visión Nocturna. Luego hay rastros de mogadorianos, y Marina le pide el favor a Eli que busque su cofre loriense. Las dos tienen problemas con las demás niñas, pero lo encuentran. Después, Marina droga a su cêpan, Adelina, para abrir el cofre. Al siguiente día Marina le dice a Adelina mentiras, y que un mogadoriano entró al convento en la noche, y que también mataron a una niña parecida a ella. Antes de que se vayan, llega una emboscada mogadoriana, al convento. Luego llega el hombre que ha asediado a Marina, y le dice que se llama Crayton, y es el cêpan de Eli, otra loriense, que salió en una segunda nave. Empiezan a batallar.
En Estados Unidos, ven un objeto del cofre de John que muestra la Tierra, y oyen un grito desde España. Seis dice que tiene que ir a España, ya que siente que hay un miembro de la garde. Aborda un avión siendo invisible, y Sam con John, van a la base mogadoriana de Virginia Occidental, sobre las que les contó Seis.
Llega Seis a España y va hacia donde hay una señales lorienses que quemó Crayton. Siete, Hector Ricárdo,  Crayton y Ella escapan del pueblo, después de que los mogadorianos mataran a Adelina, y ellos a los mogs. Se van a un lago, donde sale una chimaera llamada Olivia. Llega Seis y batallan con los mogadorianos. Ganan y el resultado es la muerte de Olivia y Hector Ricárdo. Seis confirma que John Smith es Cuatro.
Sam y John entran con la Xitharis, una piedra del cofre loriense de John, y se vuelven invisibles. Recupera su cofre y otro, y luego liberan a Nueve, que estaba encarcelado. La invisibilidad se acaba y luchan, sin ganar. Salen solo Cuatro y Nueve, ya que no pudieron sacar a Sam. Y luego llega una nave en la que viene el líder de los mogadorianos, Setrákus Ra. John quiere volver, pero un campo de fuerza evita que entre, y Nueve lo convence de que no puede hacer nada

## Personajes
- Cuatro/John Smith

Es uno de los nueve garde mandados desde Lorien a la Tierra para preservar la vida de su planeta. Es el siguiente al que los mogadorianos tienen que atrapar y asesinar. Adquiere la identidad de John Smith y escapa por el país al destruir la escuela, y ser asediado por los mogadorianos. Sus legados son la emisión de luz a través de las manos, la capacidad de entender a los animales, la mejora física y la telequinesis.
- Seis

Es una de las chicas mandada desde Lorien a la tierra. Aparece en todo el libro acompañando a John por todo el país escapando de la justicia. Tiene un carácter un poco frío, y además se enamora de John y de Sam, ya que una lorien solo se enamora una vez en su vida, pero en raros casos se enamoran de más de una persona a la vez. Sus legados son la invisibilidad, la telequinesis, el control del clima, el control de los elementos y la mejora física.
- Sam Goode

Es un chico cuya afición son los alienígenas y los extraterrestres. Solía ir a buscar OVNI`s con su padre, pero este desapareció misteriosamente sin dejar rastro, lo cual le hizo crear la teoría de que fue abducido. Acompaña a Cuatro, y lo ayuda en la batalla desde este libro.
- Bernie Kosar

Es un perro que Cuatro encuentra y adquiere, cuya chapa en el cuello desvela que su nombre es Bernie Kosar, el de un jugador de fútbol americano. Resulta que en realidad es un animal llamado chimaera llegado desde Lorien que puede adquirir la forma que desee, y que siempre ha estado cerca de Cuatro sin que este se diera cuenta, adquiriendo diferentes formas conforme se mudaban de un sitio a otro.
- Sarah Hart

Es una adolescente aficionada a la fotografía y que antes era novia de Mark James. Conoce a Cuatro y le cae bien desde el primer momento (ya que la chica es muy simpática). En este libro traiciona a Cuatro, ya que los agentes federales y la policía lo querían atrapar.
- Siete/Marina

Es una de las chicas mandada desde Lorien a la tierra . Aparece como narradora del libro. Quiere buscar a todos los números que quedan para unir fuerzas, pero su cêpan no la apoya, y es molestada en el convento en el que fue recibida. Sus legados son la respiración bajo el agua, la visión nocturna, la telequinesis, la curación, la mejora física.
- Eli (Ella)

Fue mandada de Lorien para que tuviera esperanza de vivir, ya que nació el día de la invasión. Ayuda a Marina, convirtiéndose en su amiga, sin decirle su identidad. Se revela al final que es una Aeternus, personas de Lorien que pueden cambiar entre edades. No desarrolla legados aún.
- Crayton

Se ofreció en Lorien como cêpan de Eli. Mandó a Eli que se convirtiera en la amiga de Marina. Tuvo encuentros con Marina, e hizo acciones como leer un libro sobre un tal Pittacus de Metilene, para hacerle entender que era un loriense y/o aliado, pero Marina pensó que era un mogadoriano. Le revela todo esto a Marina al final del libro.
- Adelina

Es la cêpan de Marina. Viajó con ella por toda Europa, y al final las recibieron en España. Se vuelve una hermana del Convento de Santa Teresa, y olvida la causa loriense. Al final recapacita, pero muere en el Convento, en la pelea con los mogadorianos.
- Nueve

Es el noveno garde, lo encuentran en la base mogadoriana de Virginia Occidental. Sus legados son la transferencia de legados, la antigravedad, la telequinesis y la mejora física.

## Recepción
Las críticas recibidas fueron dispares: desde School Library Journal comentaron que "a pesar de la carencia de desarrollo de los personajes, el pobre lenguaje y los fallos de continuidad, la acción sin límites de la novela es un atractivo para mantener a los seguidores de la saga satisfechos". Kirkur Reviews hizo otra crítica similar haciendo hincapié en el pobre desarrollo de los protagonistas.